# Panacea (Florida)
Panacea è un census-designated place (CDP) degli Stati Uniti d'America, situato nello stato della Florida, nella contea di Wakulla.